# Île aux Vaches (Charente)
Pour les articles homonymes, voir île aux Vaches (homonymie).
L'île aux Vaches est une île fluviale de la Charente, située sur la commune d’Angoulême.

## Histoire
En août 2011 puis en juillet 2015, la coupe d’Europe de Montgolfières y fait étape,.